# Terminali Italia
Terminali Italia è una società del Gruppo Ferrovie dello Stato Italiane con funzioni di "Gestore Unico dei Servizi del primo ed ultimo miglio ferroviario".
È un’azienda pubblica in forma di società a responsabilità limitata partecipata al 100% da Mercitalia Logistics.
Al pari delle altre società del Gruppo FS, è un organismo di diritto pubblico.

## Storia
La società fino al 3 giugno 2024 era partecipata al 100% da Rete Ferroviaria Italiana, successivamente l'intero pacchetto azionario è stato trasferito a Mercitalia Logistics.

## Settori di attività
La società è nata del 2008 per consentire la gestione integrata dei servizi terminalistici nell’ambito dei terminali merci intermodali di RFI connessi in network. Opera in 12 terminal merci nazionali, occupandosi delle seguenti attività:
- Terminalizzazione delle unità con consegna e riconsegna a mezzo camion;
- Manutenzione, riparazione e lavaggio container;
- Soste o stoccaggio tecnico delle unità tali da garantire al cliente il completamento del ciclo di trasporto;
- Impilaggio flat delle unità intermodali che consiste nella sovrapposizione di UTI di tipo ripiegabile o aventi la sola base che vengono impilati su più livelli, in funzione delle caratteristiche e l’approntamento dell’unità intermodale (servizio effettuato presso gli impianti di Brindisi Polimeri e Gela).
- Manovra e condotta ferroviaria.

## Terminali Merci gestiti da Terminali Italia
| Località                                 | Dimensioni in m² | Gru gommate | Gru a portale | Trailer MAFI | Locomotori di manovra |
| ---------------------------------------- | ---------------- | ----------- | ------------- | ------------ | --------------------- |
| Bari Ferruccio                           | 50.000           | 3           |               |              | 5                     |
| Bologna interporto                       | 120.000          | 3           |               |              | 5                     |
| Brescia Scalo                            | 50.000           | 3           |               |              | 5                     |
| Brindisi Scalo                           | 24.000           | 2           |               |              |                       |
| Catania Bicocca                          | 32.000           | 3           |               |              |                       |
| Interporto di Catania (in fase di avvio) |                  |             |               |              |                       |
| Livorno Guasticce                        | 130.000          | 3           | 1             |              |                       |
| Marghera VINT (in fase di avvio)         |                  |             |               |              |                       |
| Marzaglia                                | 170.000          | 5           | 2             | 2            | 4                     |
| Milano Segrate                           | 145.000          | 10          |               | 2            |                       |
| Parma Castelguelfo                       | 90.000           | 3           |               |              |                       |
| Torino Orbassano                         | 50.000           | 2           |               |              |                       |
| Verona Quadrante Europa                  | 240.000          | 5           | 7             | 7            |                       |
| Villa Selva                              | 50.000           | 3           |               |              | 5                     |

Nel corso del mese di maggio 2022 la società ha acquisito la gestione degli Interporti di Catania e di Marghera VINT.
Attualmente Terminali Italia ha all'attivo un totale di 14 terminali intermodali in gestione diretta.

## Certificazioni
La società nel corso del biennio 2020-2022 ha acquisito le seguenti certificazioni:
- TUV SUD ISO 9001: La ISO 9001 (QMS - Quality Management System) è lo standard per la gestione della qualità.
- TUV SUD ISO 14001: Gestione ambientale, protezione dell'ambiente, la prevenzione dell'inquinamento, nonché la riduzione del consumo di energia e risorse.
- TUV SUD ISO 45001: Salute e sicurezza nei luoghi di lavoro.
- CERTIFICATO DI SICUREZZA ANSFISA: Per poter operare come Impresa di Manovra per i treni merci su tutta l’infrastruttura ferroviaria nazionale gestita da RFI.
- AEO (Authorized Economic Operator): Questa autorizzazione, la prima rilasciata a una società pubblica del settore, attestata che Terminali Italia soddisfa tutti i requisiti di affidabilità amministrativa, finanziaria e doganale nonché gli standard di sicurezza per la movimentazione delle merci da e verso l'estero, in linea con le normative comunitarie che regolano i rapporti tra i soggetti privati e le autorità incaricate del controllo negli scambi internazionali.

## Dati societari

### Consiglio d'amministrazione
- Presidente: Francesca Ghezzi
- Amministratore Delegato: Giuseppe Acquaro
- Consigliere: Giuseppe Acquaro
- Consigliere: Cristina Malta
- Sindaco Unico: Enrico Dell'Elce

Consiglio d'amministrazione in carica a gennaio 2023.

### Società collegate
- Quadrante Europa Terminal Gate S.p.A.
- Eurogateway S.r.l.

Le partecipazioni controllate e collegate sono complessivamente valutate nel bilancio al 31 dicembre 2019.

### Dati economici, patrimoniali e commerciali
Quella che segue è la tabella di comparazione dei dati finanziari della società.
| Anno | Risultato netto di esercizio | Margine operativo lordo (EBITDA) | Risultato operativo (EBIT) | Patrimonio netto (in miliardi di €) | Dipendenti |
| ---- | ---------------------------- | -------------------------------- | -------------------------- | ----------------------------------- | ---------- |
| 2022 | 2.137                        | 6.681                            | 3.385                      | 27.721                              | 215        |
| 2021 | 1.585                        | 4.156                            | 2.149                      | 25.584                              | 187        |